# Scolopembolus
Scolopembolus là một chi nhện trong họ Linyphiidae.